# جانلوکا ماگلیا
جانلوکا ماگلیا (به انگلیسی: Gianluca Maglia) (زادهٔ ۱۱ دسامبر ۱۹۸۸) شناگر اهل ایتالیا است.